# Gabriel Iancu
Gabriel Iancu (n. 15 aprilie 1994, București, România) este un fotbalist român, care joacă pe post de mijlocaș la FCV Farul în SuperLiga României. Pe plan internațional, are prezențe la națională pentru România Sub-17, România Sub-19, România Sub-21 și România.

## Cariera de jucător
El a început să practice fotbalul la Steaua București, dar pe parcursul junioratului a jucat și la Concordia Chiajna sau Academia Gheorghe Hagi. Iancu a debutat în fotbalul profesionist la Viitorul Constanța, cu care a jucat în liga a II-a timp de un sezon. S-a transferat apoi la Steaua, semnând un contract pe cinci ani. După ce s-a operat în iarna dintre 2012 și 2013, a debutat în prima ligă românească în meciul împotriva echipei Ceahlăul Piatra Neamț, din 10 martie 2013, când a intrat în minutul 79.

## Palmares
Steaua București
- Liga I (3): 2012-2013[3], 2013-2014, 2014-2015
- Supercupa României (1): 2013
- Cupa României (1): 2014-2015
- Cupa Ligii (1): 2014-2015

Viitorul Constanța
- Liga I: 2016–2017

## Legături externe
- Profilul lui Gabriel Iancu pe Soccerway
- Gabriel Iancu pe transfermarkt.de